# Mario Arteca
Mario Eduardo Arteca (La Plata, 1960-) es un poeta argentino. Nació en La Plata en 1960. Periodista radial y gráfico, es hermano mellizo del arquitecto Raúl Arteca, y del investigador argentino-canadiense Gustavo Arteca.
Como poeta es reconocido como uno de los más sutiles miembros del grupo de la generación de los 90 argentina, antologizada por el actor y escritor Viggo Mortensen en su editorial, junto a Washington Cucurto, Horacio Fiebelkorn, Aníbal Cristobo, y Ana Wajszczuck. En 1999 fue cofundador de Ediciones El broche.

## Teoría literaria
Según el propio Mario Arteca:

La poesía trabaja sobre el segundo asombro; el primero, pertenece al lector, que puede ser el propio escritor. Desembarazado de todo posible efecto emocional, sucede el hecho poético, o no. Trabajo + instalación de la emoción. Creer que esas cajitas de García Vega o de Cornell -pasado por Simic- no son un hecho artístico en sí mismo, sino parte de un artefacto estético anterior a la escritura, que se vuelve pasmo, impresión, después extrañeza. Así.

## Libros
- “Guatambú” (2003, Tsé-Tsé),[5]
- “La impresión de un folleto” (2003, Siesta)
- “Bestiario búlgaro” (2004, Vox)
- "Cinco por uno" (2008, Vox).[6]
- "Cuando salí de La Plata" (2009, CILC)
- "Nuevas impresiones" (2009, La calabaza del diablo, Chile)
- "La orquesta de bronces. Poemas ex-yugoeslavos" (2010, Goles Rosas)
- "Horno" (Al Margen, 2010)
- "El pekinés" (2011, Determinado Rumor)
- "Vinilo" (2012, Lumme Editor, Sao Paulo, Brasil. Edición Bilingüe)
- "Circular" (2012, Lumme Editor, Sao Paulo, Brasil. Edición Bilingüe)
- "Géminis" (2012, Vox)
- "Arteca + Yrigoyen" (libro compartido con el poeta peruano José Carlos Yrigoyen, 2012, Fondo de Animal, Guayaquil)
- "Circulante. Antología personal" (2012, Ediciones Liliputienses, Cáceres, España)
- "Irish Republican Army" (2013, Trópico Sur Editor, Maldonado, Uruguay)
- "El pronóstico de oscuridad" (2013, Bajo la luna)
- "País imaginario. Escrituras y transtextos: 1960-1979" (2014, Amargord, Colección ONCE, Madrid, España, en coautoría con Maurizio Medo y Benito del Pliego)
- "Hotel Babel" (2014, Añosluz Editora)
- "Yo no tengo perro" (2014, Demasía Ediciones, plaquette)
- "Piazza Navona" (2014, 27pulqui / Vox)
- "Noticias de la belle époque" (2015, Club Hem)
- "Hotel Babel. Primera versión" (2015, Ruido Blanco, Ecuador)
- "Nevermore" (2016, Lumme Editor, Sao Paulo, Brasil)
- "Tres impresiones" (2017, Añosluz Editora)
- "País imaginario. Escrituras y transtextos. Poesía Latinoamericana 1980-1992" (2018, Ay del seis, Madrid, España, en coautoría con Maurizio Medo y Reynaldo Jiménez)
- "Los poemas de Arno Wołica" (2018, Caleta Olivia; 2020, 2.ª edición, Caleta Olivia)
- "Deje un mensaje después del tono" (2019, La Comuna Ediciones)
- "Un mal sueño sin sonido" (2021, Edulp -Editorial de la Universidad Nacional de La Plata-)
- "Poemas" (2021, Ediciones Arroyo)
- "Falso vivo" (2021, Casa Vacía, Richmond, Estados Unidos)
- "El segundo asombro y otros escritos" (2021, Pixel Editora)
- "La luminosidad de los sábalos muertos" (2022, antología poética. Selección, prólogo y entrevista por Carlos Battilana y Mario Nosotti, Miño y Dávila, Buenos Aires/ Barcelona)
- "Perros e ingleses" (2022, Caleta Olivia)
- "Cuello Mao" (2023, Casa Vacía, Richmond, Estados Unidos)

## Antologías poéticas que lo incluyen
Mario Arteca ha sido incluido en las antologías de poesía argentina, latinoamericana y europea:
- “Naranjos de fascinante música. Poesía contemporánea de amor en La Plata” (Libros de la talita dorada, City Bell, 2003);
- “Jardim de Camaleoes” (Iluminuras, San Pablo: 2004. Edición y selección de Claudio Daniel);
- “Actual triantología de poesía Argentina, Brasileña y Peruana" de la revista Homúnculus, con un estudio crítico para el segmento argentino, titulado Un asunto limítrofe, escrito por el autor (Lima: 2004);
- “Pulir huesos. Veintitrés poetas latinoamericanos (1950-1965)” (Galaxia Gutenberg/Círculo de Lectores: Barcelona, 2007. Selección y prólogo de Eduardo Milán).
- “El arcano o el arca no. Poesía argentina de fin de siglo” (Casa de las Américas, Cuba, 2007.'Selección de Daniel Muxica)
- “Antología de la nueva poesía argentina" (2009, Perceval Press, Santa Mónica, California, Estados Unidos).
- “Traverseés. Une anthologie de poètes nés en Argentine entre 1960 et 1978" (2009, Editions Apogeé, Rennes, Francia. Traducción: Cecilia Beceyro y Sergio Delgado).
- “El verso toma la palabra. 33 poetas argentinos de hoy" (Homoscriptum y la Universidad Autónoma de Nuevo León, Monterrey, México, 2010).
- “Neue Argentinische Dichtung" (2010, Luxbooks, Wiesbaden, Alemania. Traducción: Timo Berger, Rike Bolte, Sarah Otter y Odile Kennel).
- “Otro río que pasa. Un siglo de poesía argentina contemporánea. Compilación de Jorge Fondebrider (2010, Bajo la luna, Buenos Aires).
- "Un país imaginario. Escrituras y transtextos: 1960.1979". Compilación y prólogo de Maurizio Medo. (2011, Ruido blanco, Ecuador)
- "Poesía argentina para el siglo XXI". Compilación y traducción de Andrew Graham-Yooll y Daniel Samoilovich. (2011, Ediciones Continente)
- "Antología temática de la poesía argentina". Prólogo de Américo Cristófalo. Selección y notas de Luciana Del Gizzo y Facundo Ruiz. (2017, Editorial de la Facultad de Filosofía y Letras de la Universidad de Buenos Aires)

## Premios
- Segundo Premio del Concurso Hispanoamericano VOX-Diario de Poesía 1999;
- Finalista del II Premio Casa de América de Poesía Americana Innovadora, organizado por la Editorial Visor, Madrid, 2002.
- Finalista del Premio Storni de Poesía, organizado por el Ministerio de Cultura de la Nación, 2021.